# Zaagmolenpoort

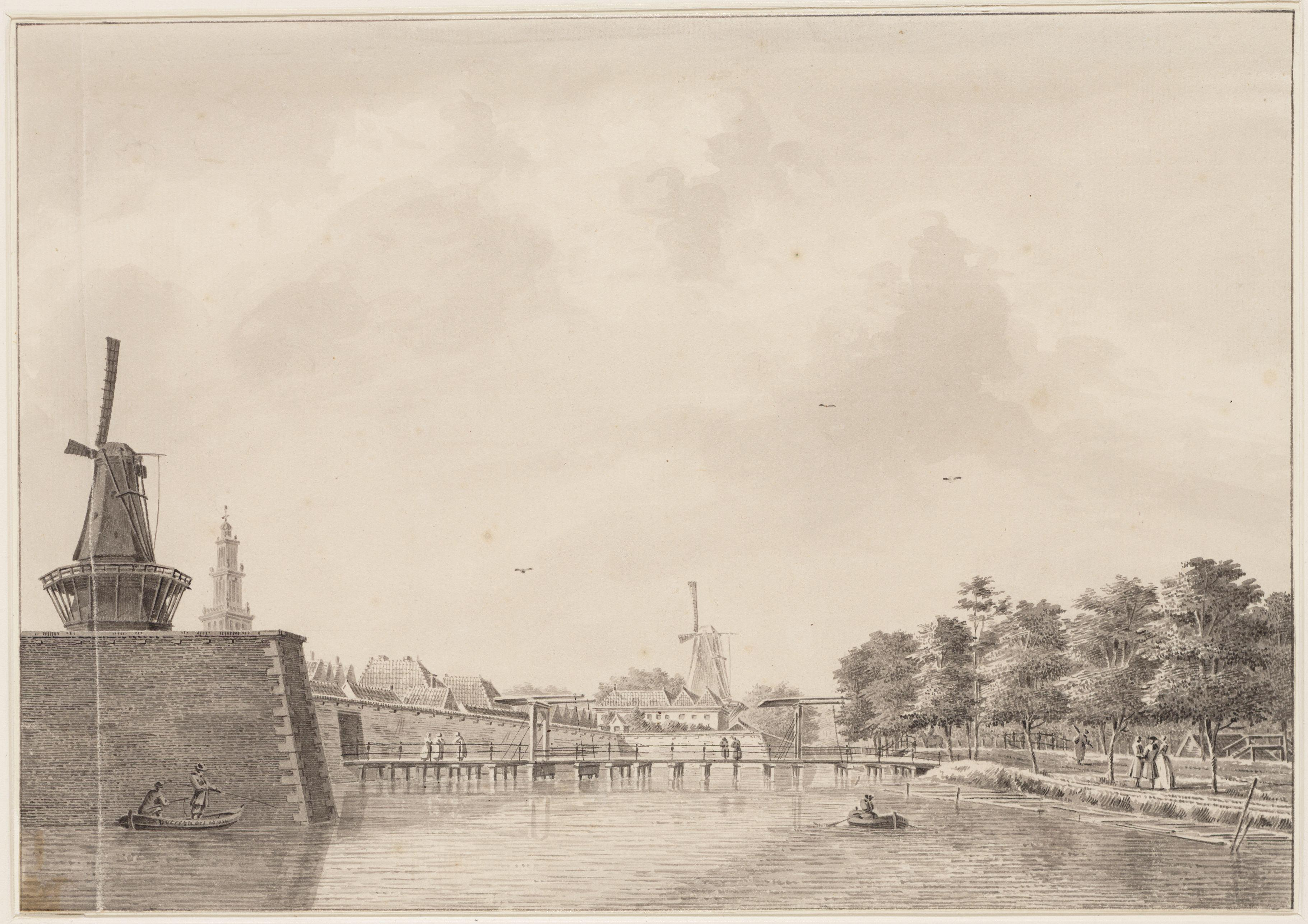
Oudste versie bij De Kat

De Zaagmolenpoort, ook wel de Zaagmolenspoort of kortweg de Zaagpoort, was een van de acht Amsterdamse stadspoorten die bij de derde en vierde uitleg werden aangelegd. De Zaagmolenpoort, die deel uitmaakte van de vestingwerken van Amsterdam, was samen met de Raampoort en Weteringpoort een van de kleinere stadspoorten. De naam van de Zaagpoortbrug, Zaagmolenstraat en Zaagmolenbuurt doen herinneren aan de poort.
De poort lag aan de toenmalige schans, tussen de huidige Lijnbaansgracht ter hoogte van huisnummer 54-55 en de Singelgracht. De poort was met een ophaalbrug verbonden met de tegenover liggende Gieterstraat, vernoemd naar 't Giethuis een stadsgeschut en klokkengieterij die hier van 1614-1821 stond. De poort, voorzien van een wachthuisje met klok, werd in 1630 aangelegd ten gerieve van de molenaars en het personeel van de vele zaagmolens die hier net buiten de stad stonden. In 1672-1673 was de poort tijdelijk gesloten en dichtgemetseld om de stad te beschermen tegen het naderende Franse leger.
In 1857 viel het besluit de poort geheel te slopen en kwam daar de "Zaagbarrière", die bestond uit een hek met twee commiezenhuisjes waar, tot de afschaffing in 1868, stadsaccijnzen werden geïnd. De poort stond nabij Bolwerk de Kat en stellingmolen De Kat (bolwerk Karthuizen) die werd afgebroken in 1869.